# Diatraea rosa
Diatraea rosa là một loài bướm đêm trong họ Crambidae.